# Мозес-Лейк (Вашингтон)
Мозес-Лейк (англ. Moses Lake) — город в округе Грант в штате Вашингтон в Соединённых Штатах Америки; это крупнейший город в округе. Город является якорем микрополитической области Мозес-Лейк, которая включает в себя весь округ Грант и является частью объединенной статистической области Мозес-Лейк–Отелло.
По данным переписи 2020 года в США, население города составляло 25 146 человек.

## История
В доколумбову эпоху, коренные американцы знали эту территорию как Хуаф, что в буквальном переводе означает ива. 
Мозес был вождем племени синкиусе с 1859 по 1899 год и был вынужден вести переговоры с белыми поселенцами, которые начали селиться в этой местности в 1880-х годах. Под давлением правительства США Мозес обменял земли бассейна Колумбии на резервацию, которая простиралась от озера Челан на север до границы с Канадой. Позже правительство снова обменяло её на то, что сейчас является индейской резервацией Колвилл. Новые поселенцы назвали озеро на берегах которого возникло поселение в честь вождя Мозеса. Сам город первоначально назывался Неппель, в честь города в Германии, где жил один из первых колонистов.

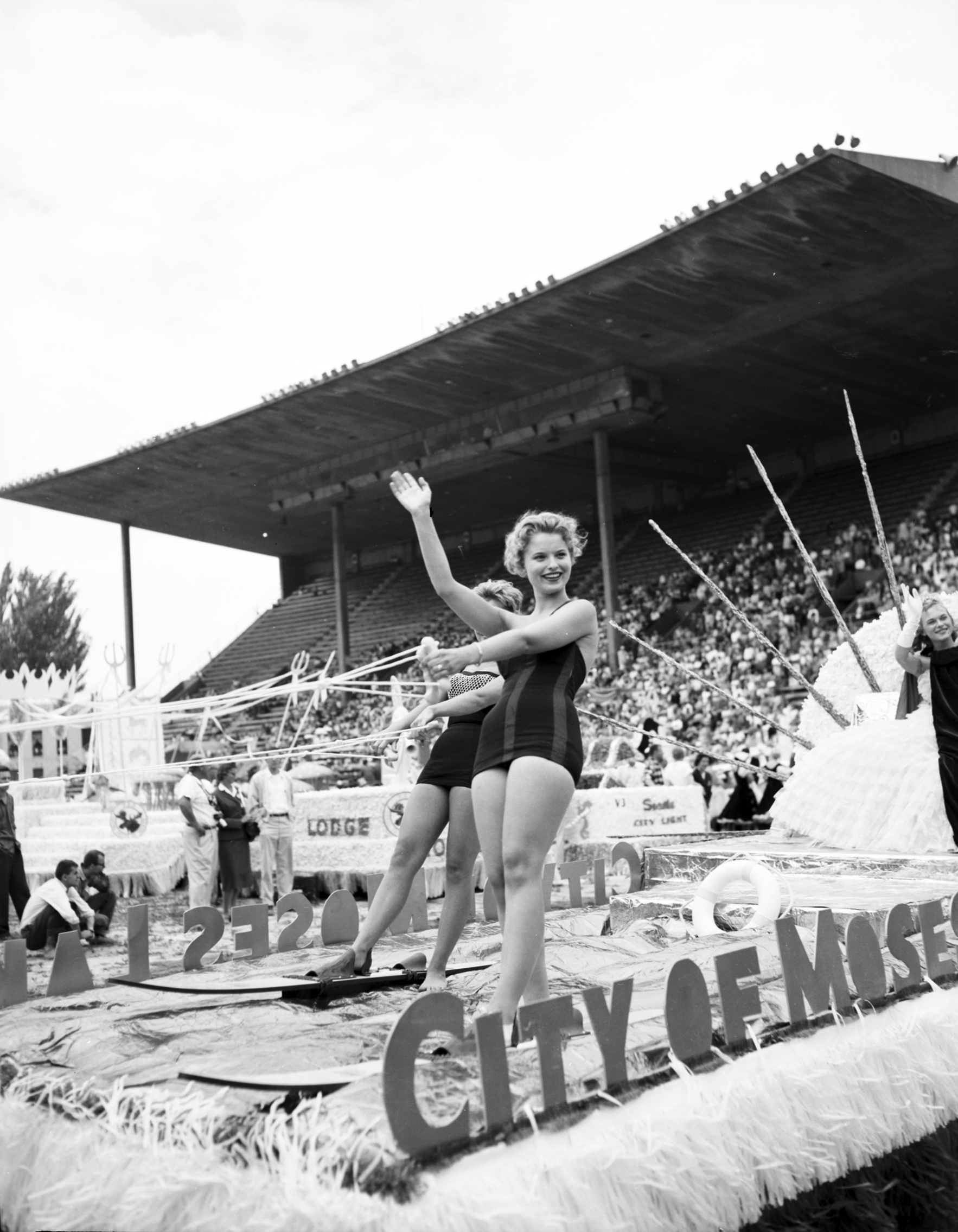
Мозес-Лейк на фестивале Seafair
(Сиэтл, 1960 год)

Статус города Мозес-Лейк получил в 1938 году. 
До строительства плотины Гранд-Кули на реке Колумбия в 1941 году и авиабазы ВВС США Ларсон в 1942 году эта территория была в значительной степени бесплодной и заброшенной. 
Вода из водохранилища дала возможность орошать почву, а база ВВС открыла множество вакансий, поэтому в 1950-е население города выросло в девять раз (с 300 до 2679 человек в 1950 году).
20 декабря 1952 года на окраине Мозес-Лейка произошла авиакатастрофа, которая являлась крупнейшей в истории человечества по числу жертв до 18 марта 1953 года (до катастрофы в Татикаве) и США до 30 июня 1956 года (до столкновения над Большим каньоном).

## География
Одноимённое озеро, на котором расположен город, состоит из трёх основных рукавов длиной более 18 миль (29 км) и шириной до одной мили (1,6 км). Это крупнейший естественный водоём пресной воды в округе Грант, имеющий более 120 миль (190 км) береговой линии, охватывающей 6500 акров (2600 га). До того, как в начале 1900-х годов оно было перекрыто плотиной, а затем включено в проект бассейна Колумбии, озеро Мозес было небольшим мелководным озером. К югу от города находится водохранилище Потхоулс и Национальный заповедник дикой природы Колумбия, где есть несколько просачивающихся озёр, огромное количество перелётных птиц и других представителей фауны, характерных для этого района.
По данным Бюро переписи населения США, общая площадь города составляет 21,10 квадратных миль (54,65 км2), из которых 18,14 квадратных миль (46,98 км2) приходится на сушу, а 2,96 квадратных миль (7,67 км2) — на водную поверхность.